# Joaquim Fiúza
Joaquim Mascarenhas Fiúza (ur. 8 lutego 1908 w Lizbonie, zm. 4 marca 2010 tamże) – portugalski żeglarz sportowy. Brązowy medalista olimpijski z Helsinek.
Brał udział w trzech igrzyskach (IO 36, IO 48, IO 52). W 1952 był trzeci w klasie Star. Płynął wówczas wspólnie z Francisco de Andrade. W 1957 i 1958 był mistrzem Europy w Starze.